# Edward Agyemang-Duah
Edward Agyemang-Duah (ur. 17 października 1973) – ghański piłkarz występujący na pozycji obrońcy.

## Kariera klubowa
Agyemang-Duah karierę rozpoczynał w 1992 roku w Asante Kotoko. W 1993 roku zdobył z tym zespołem mistrzostwo Ghany. Dotarł z nim także do finału Afrykańskiej Ligi Mistrzów, w którym Asante przegrało z Zamalkiem. Barwy Asante Agyemang-Duah reprezentował przez 3 lata.
W 1996 roku odszedł do Ashanti Gold, gdzie również występował przez 3 lata. W 2000 roku trafił do Hearts of Oak. W tym samym roku zdobył z nim Ligę Mistrzów, mistrzostwo Ghany oraz Puchar Ghany. W 2001 roku oraz w 2002 ponownie wywalczył z zespołem mistrzostwo Ghany. W 2002 roku zakończył karierę.

## Kariera reprezentacyjna
W reprezentacji Ghany Agyemang-Duah zadebiutował w 1994 roku. W 1998 roku został powołany do kadry na Puchar Narodów Afryki. Nie zagrał jednak na nim w żadnym meczu, a Ghana zakończyła turniej na fazie grupowej.
W latach 1994–2001 w drużynie narodowej rozegrał łącznie 10 spotkań.